# Bulbophyllum putidum
Bulbophyllum putidum — вид многолетнех травянистых растений рода Бульбофиллюм, секции Cirrhopetalum, семейства Орхидные.
Общепринятого русского названия не имеет.
Охраняемый вид, II приложение CITES.

## Синонимы
По данным Королевских ботанических садов в Кью:
- Cirrhopetalum putidum Teijsm. & Binn. basionym
- Mastigion putidum (Teijsm. & Binn.) Garay, Hamer & Siegerist

## Биологическое описание
Существуют определенные проблемы с отличием Bulbophyllum putidum от Bulbophyllum appendiculatum и Bulbophyllum ornatissimum. Иногда под названием Bulbophyllum putidum продаётся Bulbophyllum fascinator.
Побег симподиального типа.
Псевдобульбы эллиптические, оливково-зелёные, располагаются на расстоянии 2—3 см друг от друга.
Листья продолговато-эллиптические.
Цветки 15—20 см длиной.

## Ареал, экологические особенности
Филиппины, Таиланд, Северо-Восточная Индия, полуостров Малакка, Лаос и Вьетнам (Dac Lac (Buon Ma Thuat, Darlac))), Суматра, Калимантан.
Первичные горные леса на высотах от 1000 до 2000 метров над уровнем моря.

## В культуре
Температурная группа тёплая.
Для успешного цветения рекомендуется высаживать растения таким образом, что бы новые псевдобульбы прилегали к субстрату.
Bulbophyllum putidum выращивают без создания искусственного периода покоя.
Относительная влажность воздуха около 80 %.
Полутень, тень.